# Army (cântec de Ellie Goulding)
„Army” este un cântec al interpretei britanice Ellie Goulding de pe cel de-al treilea ei material discografic de studio, Delirium. Cântecul a fost lansat la data de 9 ianuarie 2016 ca cel de-al doilea extras pe single al albumului.

## Videoclip
Videoclipul cântecului „Army” a fost regizat de Conor McDonnell și a avut premierea la data de 14 ianuarie 2016. Filmat în alb-negru, videoclipul prezintă scene cu Goulding distrându-se cu prietenii in mai multe setări, precum și interpretarea piesei live.

## Clasamente
| Țară (clasament)                | Poziția maximă | Referință |
| 2016                            | 2016           | 2016      |
| ------------------------------- | -------------- | --------- |
| Scoția (OCC)                    | 27             | [ 3 ]     |
| Regatul Unit (UK Singles Chart) | 55             | [ 4 ]     |

## Datele lansărilor
| Țară             | Dată              | Format                                                 | Casă de discuri | Referințe |
| ---------------- | ----------------- | ------------------------------------------------------ | --------------- | --------- |
| La nivel mondial | 30 octombrie 2015 | Descărcare digitală (cu comandarea albumului Delirium) | Polydor Records | [ 5 ]     |
| Regatul Unit     | 9 ianuarie 2016   | Difuzare la radio                                      | Polydor Records | [ 6 ]     |
| Italia           | 15 ianuarie 2016  | Difuzare la radio                                      | Polydor Records | [ 7 ]     |